# Kim anh
Kim anh hay hồng vụng (danh pháp hai phần: Rosa laevigata, đồng nghĩa: Rosa amygdalifolia Seringe; R. argyi H. Léveillé; R. cucumerina Trattinnick; R. laevigata var. kaiscianensis Pampanini; R. laevigata var. leiocarpa Y. Q. Wang & P. Y. Chen; R. nivea Candolle; R. ternata Poiret; R. triphylla Roxburgh.), là một loài hoa hồng bản địa ở miền nam Trung Quốc và Đài Loan, kéo dài về phía nam tới Lào và Việt Nam.

## Đặc điểm
Kim anh là loài cây bụi thường xanh dạng leo, bò trườn trên các cây bụi hay cây gỗ nhỏ khác tới độ cao khoảng 5 – 10 m. Các cành nỏ màu nâu tía, hình trụ thon. Gai thưa thớt, cong và bẹt, dài tới 4 mm, dần thon vào một đế rộng bản. Lá của nó có cuống dài 5 – 10 cm, phiến lá dài 3 – 10 cm, thường với 3 lá chét hình trứng-elip có khía răng cưa, đôi khi 4 - 5, màu xanh lục tươi bóng loáng và không lông. Các lá kèm hình mũi mác nhọn đỉnh, sớm rụng, tự do hoặc có đế hợp sinh với cuống lá. Hoa mọc đơn độc ở đầu cành hay nách lá, đường kính 6 –10 cm, có hương thơm, với các cánh hoa màu trắng và nhị màu vàng Lá đài 5, không rụng, hơi ngắn hơn so với cánh hoa. Cánh hoa 5, bán kép hay kép, hình trứng ngược rộng bản, đế cánh hoa rộng bản hình nêm, đỉnh có khía. Vòi nhụy tự do, ngắn hơn nhị, có lông tơ. Cuống hoa dài 1,8 – 3 cm cũng đầy lông cứng. Không có lá bắc. Quả dạng quả bế màu nâu tía hay đỏ tươi và đầy lông cứng, đường kính 0,8 – 4 cm, hình bầu dục, quả lê hay trứng ngược, vị hơi chua-ngọt và chát. Hoa ra trong khoảng tháng 4-6, kết quả tháng 7-11.
Hai dạng được công nhận là: R. laevigata f. laevigata, có hoa đơn đường kính 5–7 cm, và R. laevigata f. semiplena T. T. Yü & T. C. Ku, 1981, có hoa bán kép đường kính 5–10 cm.
Quả tươi chứa nhiều vitamin C, tanin. Vỏ rễ chứa tanin, dùng thuộc da. Hạt chứa heterozit độc. Bằng cách chiết xuất bằng axeton các phần trên mặt đất của Rosa laevigata người ta tìm thấy nó chứa 16 thành phần khác nhau, bao gồm các dẫn xuất của các axít như ursolic, euscaphic và oleanolic cũng như các glucozit của các sterol. Trong số này, có axít 2 alpha-methoxyursolic, axít 11 alpha-hydroxytormentic, axít tormentic 6-methoxy-beta-glucopyranosyl este và stigmasta-3 alpha, 5 alpha-diol 3-O-beta-D-glucopyranozit là các hợp chất mới. Đường được chiết ra từ quả cũng được sử dụng để lên men làm rượu vang. Rễ, lá và quả tất cả đều có thể dùng trong Đông y, chẳng hạn dùng quả (4 - 12 g/ngày) dạng thuốc sắc, cao, hoàn để chữa di tinh, đái són, đái dắt, tả lị do tì hư.
Kim anh mọc thành bụi rậm tại các khu vực như các vùng núi thưa cây, đồng ruộng ở cao độ từ 200 tới 1.600 m.

## Gieo trồng và biểu tượng
Tại Việt Nam, phân bố ở vùng núi Cao Bằng, Lạng Sơn.
Tại Trung Quốc, nó được gọi là 金樱子 (kim anh tử). Mọc tại các tỉnh như An Huy, Phúc Kiến, Quảng Đông, Quảng Tây, Quý Châu, Hải Nam, Hồ Bắc, Hồ Nam, Giang Tô, Giang Tây, miền nam Thiểm Tây, Tứ Xuyên, Vân Nam, Chiết Giang.
Loài này được du nhập vào đông nam Hoa Kỳ vào khoảng năm 1780, và nó nhanh chóng thích nghi với thủy thổ nơi này. Trong tiếng Anh, nó được gọi là cherokee rose (hồng của người Cherokee). Nó là hoa biểu trưng của bang Georgia. Hoa kim anh gắn liền với Đường mòn nước mắt tại Mỹ thập niên 1830 và các cánh hoa của nó tượng trưng cho nước mắt của những người phụ nữ đã rơi trào trong thời kỳ gian khổ và đau buồn trong suốt chuyến đi vất vả từ quê hương của người Cherokee ở Georgia (ngày nay) tới Oklahoma ngày nay. Hoa của nó có phần trung tâm màu vàng, biểu trưng cho vàng bị lấy đi khỏi các bộ tộc Cherokee.